# Mohamed Dridi (rugby à XV)
Pour les articles homonymes, voir Dridi.
Pour le boxeur, voir Mohamed Dridi (boxe).
Pas d'image ? Cliquez ici

a Compétitions nationales et continentales officielles uniquement.

Dernière mise à jour le 30 septembre 2017.
Mohamed Dridi (dit Momo), né le 5 juillet 1983 à Toulon (Var) est un joueur français de rugby à XV qui évolue au poste de troisième ligne aile.

## Biographie
En juin 2008, il est invité avec les Barbarians français pour jouer un match contre le Canada à Victoria. Les Baa-Baas l'emportent 17 à 7.

## Palmarès

### En club
- Championnat de France de rugby à XV de 2e division :
  - Champion : 2005.

### En équipe nationale
- Équipe de France A :
  - 2006 : 1 sélection (Italie A)
  - 2005 : 2 sélections (Irlande A, Italie A)
- Équipe de France -21 ans : 3 sélections en 2004 (pays de Galles, Écosse, Angleterre)
- Équipe de France -19 ans
- Barbarian français en 2008 (Canada).